# Cloniocerus aureovittatus
Cloniocerus aureovittatus là một loài bọ cánh cứng trong họ Cerambycidae.